# プラチャーチャート・トゥラギット
「プラチャーチャート・トゥラギット」（ประชาชาติธุรกิจ）は、タイ王国のタイ語経済新聞。マティチョン・グループ傘下のピッカネート出版社（โรงพิมพ์พิฆเนศ）が毎週土曜日と木曜日に発行。

## 概要
プラチャーチャート・トゥラギット紙の社主はマティチョン・グループの会長であるカンチャイ・ブンパーン、経営責任者はブンラープ・プースワン（บุญลาภ ภูสุวรรณ）、総編集長はソムプラータナー・クラーイウィチヤン（สมปรารถนา คล้ายวิเชียร）。モットーは「先じて警せよ、すべての言葉、すべてのニュースで（เตือนคุณล่วงหน้า ทุกคำ ทุกข่าว）」。一部25バーツ。